# Dương Đức Thụy
Dương Đức Thụy (25 tháng 5 năm 1912 – ?) là thẩm phán Việt Nam Cộng hòa, từng một thời giữ chức Tổng trưởng Bộ Tư pháp Việt Nam Cộng hòa.:796

## Tiểu sử
Dương Đức Thụy sinh ngày 25 tháng 5 năm 1912 tại tỉnh Phú Thọ, Bắc Kỳ, Liên bang Đông Dương.:796
Năm 1937, ông tốt nghiệp Khoa Luật Đại học Hà Nội.:796 Ra trường hành nghề luật sư rồi về sau làm Chánh án Tòa án Cấp cao Sài Gòn.
Ông lên làm Tổng trưởng Bộ Tư pháp Việt Nam Cộng hòa nhiệm kỳ 1974 –1975 dưới thời nội các của Đại tướng Trần Thiện Khiêm.
Sau biến cố 30 tháng 4 năm 1975, ông bị chế độ mới bắt đi học tập cải tạo được một thời gian sau thì qua đời không rõ lúc nào.

## Đời tư
Theo cuốn Who's who in Vietnam xuất bản năm 1974 cho biết Dương Đức Thụy là một Phật tử, đã lập gia đình và có hai con.:796

## Vinh danh
- Bảo quốc Huân chương[3]:796
- Tư Pháp Bội Tinh[3]:796
- Chương Mỹ Bội Tinh[3]:796